# Yehoash
Yehoash (geboren als Salomon Blum(en)garten, 16. September 1872 in Virbalis, Russisches Kaiserreich; gestorben 10. Januar 1927 in New York City) war ein US-amerikanischer Schriftsteller des Jiddischen.

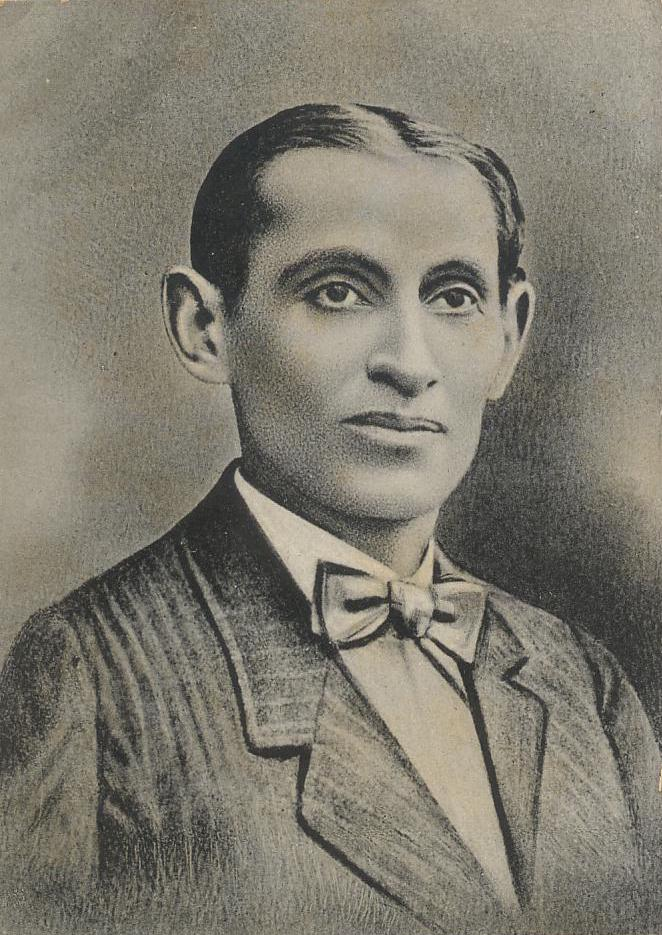
Yehoash (1902)

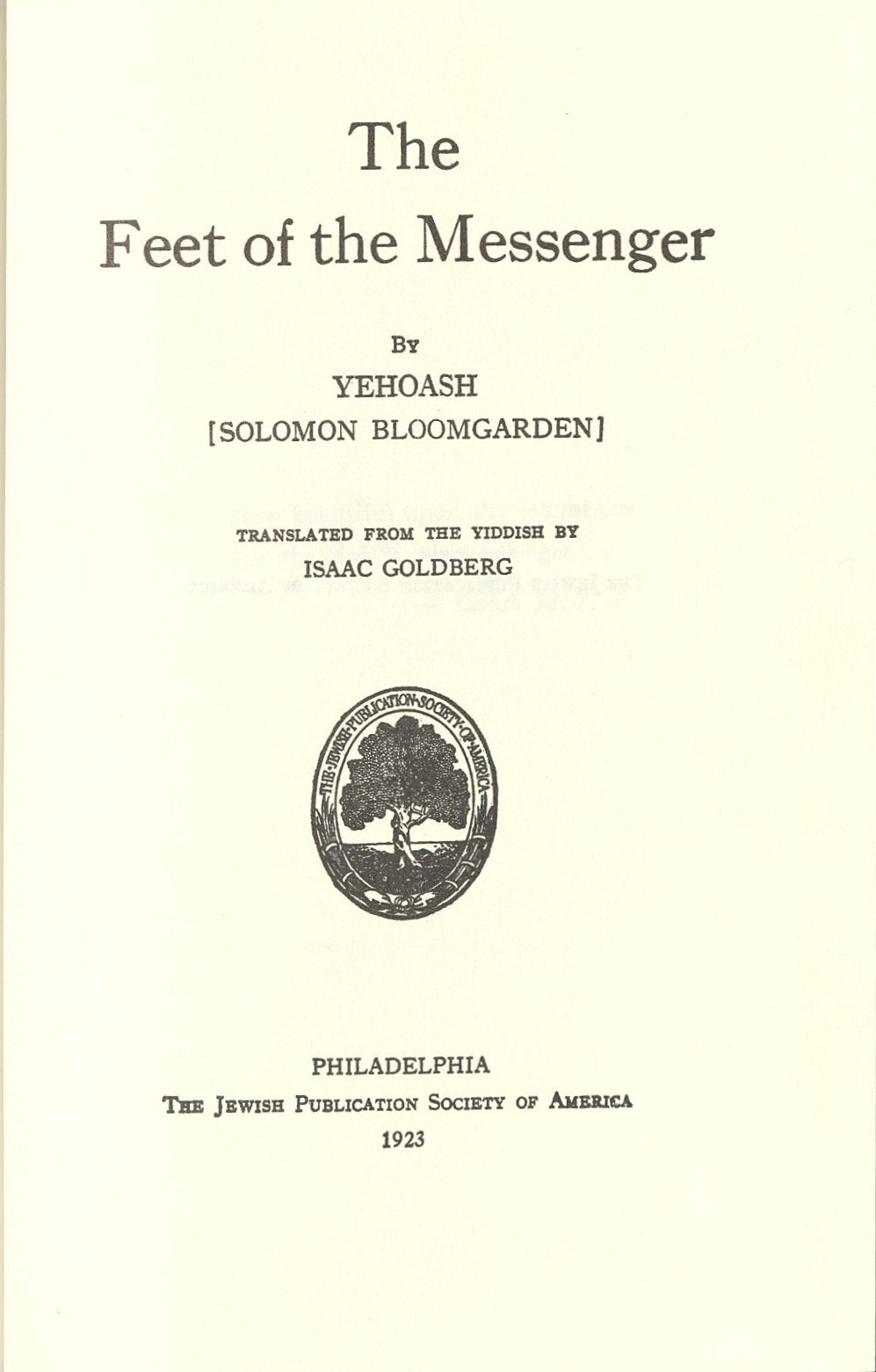
Übersetzung durch Isaac Goldberg (1923)

## Leben
Salomon Blumengarten veröffentlichte seine ersten Gedichte im Almanach Jüdische Bibliothek und in Mordechai Spektors Hausfreund. Er wanderte 1890 in die USA aus und schlug sich in den nächsten Jahren in New York in verschiedenen Branchen durch. Im Jahr 1900 erkrankte an Tuberkulose und widmete sich während seines fast zehnjährigen Aufenthalts in einem Sanatorium in Denver dem Schreiben in Jiddisch und gelegentlich auch in Englisch.
Yehoash, wie er sich nun nannte, schrieb Gedichte, Kurzgeschichten, Fabeln und Essays. Mit seinem Arzt Chaim Spivak edierte er 1911 das erste Jiddisch-Englische Wörterbuch. Seine Beiträge wurden unter anderem in Di Tsukunft und Forverts gedruckt und wurden auch in andere Sprachen übersetzt. Er selbst übersetzte aus dem Hebräischen, Jiddischen und Englischen in die jeweils anderen Sprachen, darunter Pirqe Avot und The Song of Hiawatha von Henry Wadsworth Longfellow ins Jiddische. Über eine 1914 getätigte Reise nach Palästina schrieb er eine umfangreiche Reiseerzählung. In den Zwanziger Jahren war er Redakteur der Zeitung Der Tog, die die ersten Hefte seiner Bibel-Übersetzung in Fortsetzungen abdruckte. Louis Zukofsky wiederum übersetzte einige Werke von ihm ins Englische.

## Werke (Auswahl)
- Charles David Spivak; S. Bloomgarden: Idish ṿerṭerbukh. New York : Ferlag „Yehoʼash“. 1911
  - Charles David Spivak; Yehoash: Idiš werṭenbuch : enṭhelṭ ale hebreiše (un chaldeiše) werṭer. 1926
- Fun Nju-Jork biz Rehovot un tzurik. 3 Teile. Nju-Jork: Hibru Poblishing Kompani, 1917–18
  - The feet of the messenger. Übersetzung aus dem Jiddischen ins Englische Isaac Goldberg. Philadelphia, 1923
- Ba-maʾarag : shirim. Jerusalem : Mosad Byaliḳ, 1957